# Franco Condado de Borgoña
El Franco Condado de Borgoña (en francés, Franche Comté de Bourgogne; en alemán, Freigrafschaft Burgund) fue un condado medieval (de 982 a 1678), que corresponde en gran parte con la provincia tradicional y actual región francesa del Franco Condado. Su nombre en francés aún recuerda el título inusual de su conde, Freigraf (conde franco en alemán, de ahí el término franc(he) comté para su principado feudal). No debe confundirse con el Ducado de Borgoña (Bourgogne) que quedaba al oeste, un feudo de Francia desde 843.

## Historia
Esta región formó parte en el pasado del reino de los burgundios, que había sido anexionado por los francos en 534 e incorporado al reino de los francos. El Imperio se partió en 843 por el tratado de Verdún, con la zona que quedaba al oeste del río Saona entregada a Francia Occidental como el Ducado francés de Borgoña, mientras que las partes oriental y meridional de lo que anteriormente era el reino burgundio le correspondieron a la Francia Media bajo el emperador Lotario I. Esta parte de la Francia Media se convirtió en dos entidades independientes, la septentrional Alta Borgoña bajo el rey Rodolfo I en 888, y la meridional Baja Borgoña en 879. El condado de Borgoña formó la parte occidental de la Alta Borgoña.
En 933, con el colapso del Imperio carolingio, tanto la Baja como la Alta Borgoña fueron reunidas en el reino de Arlés (Arelato) bajo el rey Rodolfo II, que a su vez se derrumbó en la anarquía feudal con la extinción de su dinastía en 1032. El Arelato pasó entonces al Sacro Imperio Romano Germánico cuando fue heredado por el emperador Conrado II de la dinastía salia, mientras que el ducado de Borgoña fue reinstaurado por una rama menor de los capetos franceses.
En 982, Otón Guillermo, hijo de Adalberto de Lombardía, conde de Mâcon en el ducado de Borgoña, recibió el condado de Borgoña de su madre, Gerberga de Dijon. Así se convirtió en el progenitor de la casa de Ivrea condal, una rama colateral de los duques bosónidas de Borgoña, descendientes de Hugo el Negro, un hermano del duque Rodolfo, y del cuñado de Hugo, Gilberto. En 1002, Otón Guillermo también fue pretendiente al ducado de Borgoña a la muerte de su padrastro el duque Enrique I. Sin embargo, el ducado fue tomado como un feudo revertido por el rey Roberto II de Francia dos años más tarde y sólo fue capaz de mantener el gobierno sobre el condado del Arelato con su residencia en Dole. El desarrollo de las rutas comerciales a través del Jura y las minas de sal aseguraron la prosperidad del condado y sus ciudades conservaron su libertad y neutralidad en los conflictos feudales.
A finales del siglo XI, el hijo de Conrado, el emperador Enrique III elevó al arzobispo de Besanzón a la dignidad de archicanciller y confirió a la ciudad de Besanzón el rango de una Reichsstadt (ciudad imperial libre) bajo el patronazgo directo del emperador. Guido de Borgoña, hermano de Reginaldo II, se convirtió más tarde en papa y negoció el concordato de Worms con el emperador Enrique V. En el siglo XII, la protección imperial permitió el desarrollo de Besanzón, pero en 1127, después del asesinato de Guillermo III, su primo Reginaldo III se liberó del yugo imperial. Borgoña fue desde entonces llamada "Franche Comté," esto es, "condado franco" o "libre".
El emperador Federico Barbarroja restableció la influencia imperial, apresó al hermano del conde Guillermo IV y extendió su influencia casándose con la sobrina de Guillermo IV y heredera, Beatriz de Borgoña, hija de Renato III, cuando murió Guillermo IV. A la muerte del emperador Federico en 1190, su hijo menor Otón I recibió el condado de Borgoña y asumió un título tan raro que posiblemente sea único, el de archiconde. Le sucedieron su hija, Beatriz II, y su esposo Otón, duque de Merania, seguidos a su vez por su hijo, Otón III y su hija, Adelaida.
Los  condes palatinos tuvieron que compartir durante muchos años el poder con las grandes familias feudales del condado, especialmente con la familia de Chalon, que descendía de Esteban III, conde de Auxonne, nieto de Guillermo IV y Beatriz de Thiern, el heredero del condado de Chalon. La autoridad de los condes quedó restablecida solo por el matrimonio de Hugo de Chalon con Adelaida, la hermana y heredera. Sin embargo, esto no impidió que un hijo menor, Juan de Chalon-Arlay, controlase los estados vasallos.

Escudo de armas del condado de Borgoña antes de 1280

Otón IV, hijo de Hugo y de Adelaida, fue el último de los condes feudales de Borgoña. Se casó con la hija del conde de Bar, entonces sobrina-nieta del rey Luis IX de Francia, condesa Mahaut de Artois. Este matrimonio llevó el condado a la influencia francesa. Las hijas de Otón IV y Matilde, Juana y Blanca, se casaron con Felipe V de Francia y Carlos IV de Francia, respectivamente, hijos del rey Felipe IV. Juana se convirtió en reina de Francia después de haber sido una de las protagonistas del escándalo de la torre de Nesle. En ese mismo asunto, Blanca fue culpada de adulterio y encarcelada para el resto de su vida. Estos acontecimientos son narrados en la serie de novelas Los Reyes Malditos de Maurice Druon.
Después de disputar con sus barones, y tras una nueva revuelta contra los franceses llevada a cabo por Juan de Chalon-Arlay, Otón IV cedió el condado a su hija como dote y designó al rey de Francia como administrador de la dote en 1295. Al casarse su hija y heredera Juana con el duque Eudes IV de Borgoña, quedaron unidos de nuevo el ducado y el condado bajo su gobierno, seguido por su nieto el duque Felipe I. La unión personal se volvió a romper tras la muerte de Felipe sin herederos en 1361, cuando el Ducado de Borgoña fue controlado como un feudo que revirtiera al rey Juan II de Francia, mientras que el condado imperial fue heredado por la tía abuela de Felipe, Margarita I, una nieta del conde Otón IV. En 1382 ella legó sus estados a su hijo el conde Luis II de Flandes.
Luis II murió en 1384 sin dejar herederos varones, y el condado de Borgoña formó parte de la inmensa dote de su hija Margarita, que en el año 1405 fue heredada por su hijo, el duque de Borgoña Juan Sin Miedo. El condado y el ducado estaban unidos nuevamente en la persona de un solo gobernante por sus descendientes de la Casa de Valois-Borgoña hasta la muerte del duque Carlos el Temerario en la batalla de Nancy (1477).
Su primo, el rey Luis XI de Francia, ocupó inmediatamente el condado, con la oposición feroz del archiduque Maximiliano I de Habsburgo, el marido de la hija de Carlos, María de Borgoña. Aunque derrotado en la Batalla de Guinegate (1479), los franceses conservaron el condado hasta que el rey que sucedió a Luis, Carlos VIII de Francia, deseando quedar libre de conflictos por el condado para poder intervenir en Nápoles, lo cedió al emperador Maximiliano y a su hijo Felipe el Hermoso por el Tratado de Senlis (1493).
Con los Países Bajos, el condado de Borgoña pasó así a la Monarquía Hispánica hasta que se incorporó finalmente a Francia por el tratado de Nimega en 1678, legalizando así una ocupación francesa total desde el verano de 1674.